# Bahajstvo
Bahájstvo (tudi bahaízem) je religija, ki jo je v 19. stoletju osnoval iranski izgnanec Baha Ulah, privrženec Baba. Bahajski nauk govori o treh Enotnostih: enotnost boga - monoteizem, enotnost njegovih prerokov in enotnost med ljudmi. Ta tri načela imajo velik vpliv na teološke in sociološke nauke religije.
Bahajci vidijo vero kot proces učenja skozi božje poslance, tako se človeštvo ves čas razvija. Prerokom, kot so Mojzes, Krišna, Buda, Zaratustra, Jezus in Mohamed, je sledil Baha Ulah, ki pa ni zadnji. Baha Ulah je oznanil, da je njegov glavni namen postaviti temelje globalni civilizaciji miru in harmonije in k temu stremijo tudi vsi bahajci.